# Крістіан Єбе
Крістіан Єбе (норв. Christian Jebe, 23 червня 1876 — 24 березня 1946) — норвезький яхтсмен.
Олімпійський чемпіон 1912 року в класі 8 метрів.